# Reschenpass
Reschenpass, Passo di Resia – przełęcz w Alpach Retyckich położona na wysokości 1507 m n.p.m. Oddziela Alpy Ötztalskie od Sesvennagruppe. Dalej na wschód leży przełęcz Brenner.
Przez przełęcz biegnie granica austriacko-włoska. Przebiega przez nią ważna droga łącząca austriacką dolinę rzeki Inn z włoską doliną Vinschgau (Val Venosta). Po północnej stronie przełęczy leży austriacka miejscowość Nauders w powiecie Landeck, zaś po południowej włoska miejscowość Malles Venosta w Prowincji Bolzano.
W pobliżu przełęczy, po stronie włoskiej, leży miejscowość Curon Venosta (niem. Graun im Vinschgau) oraz zbiornik zaporowy Lago di Resia (niem. Reschensee).

## Galeria

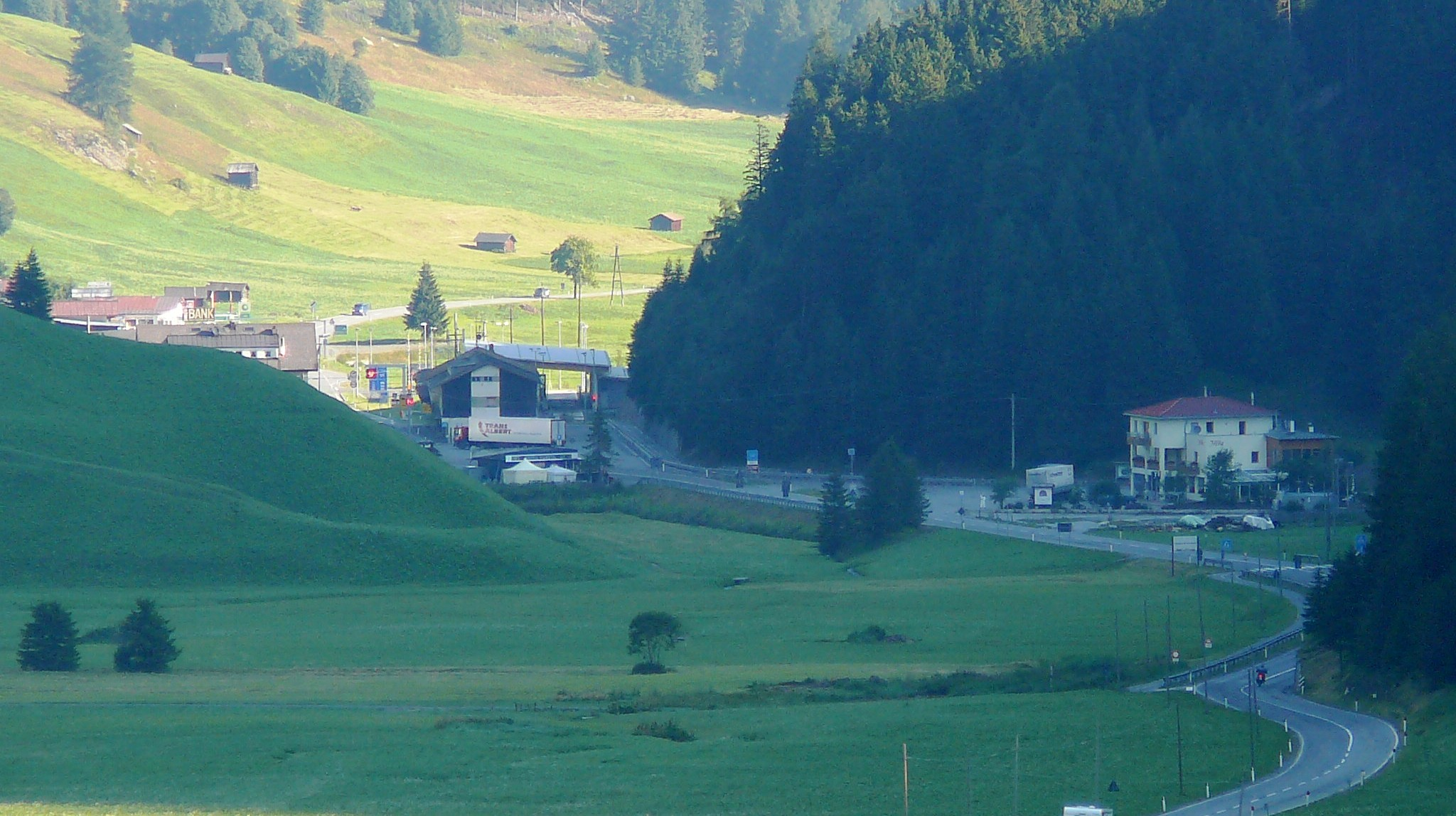
Widok na przełęcz
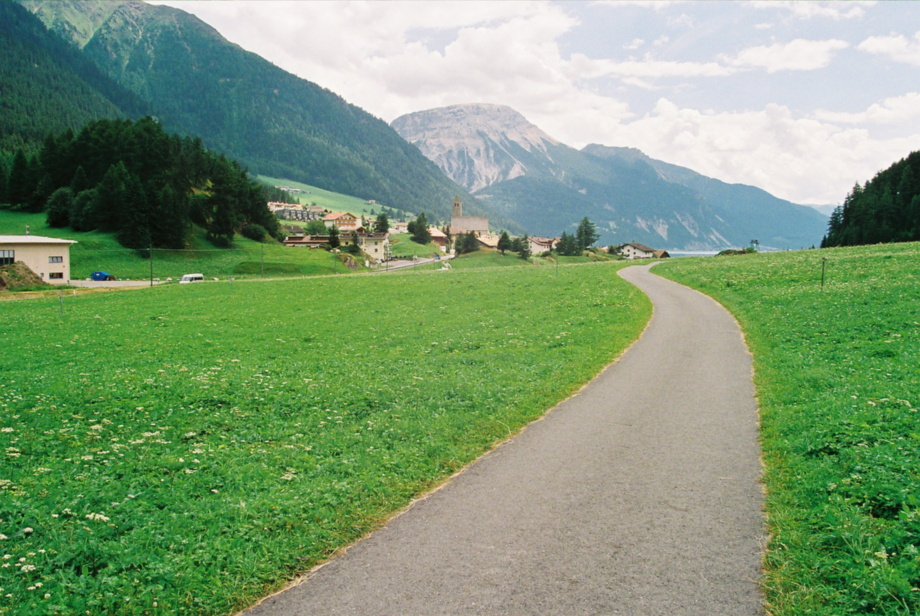
Droga na przełęcz
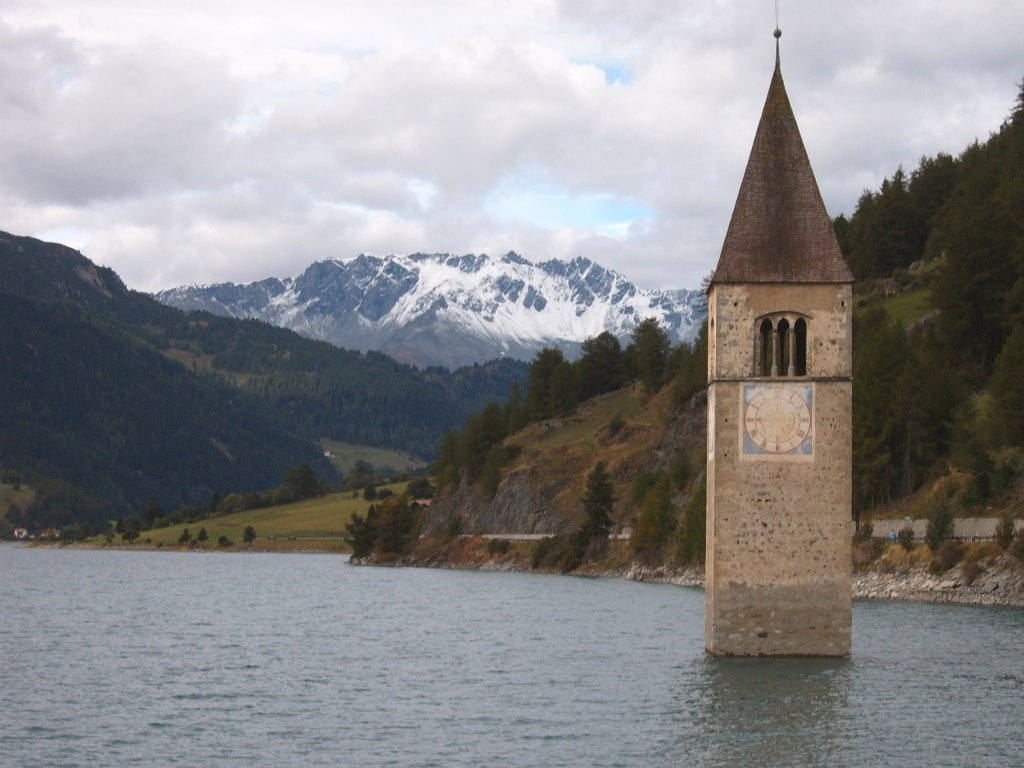
Widok z jeziora Reschensee na przełęcz